# I LOVE FC MORE THAN EVER
『I♥FC MORE THAN EVER』（アイ・ラブ・フラカン・モア・ザン・フォーエバー）は、フラワーカンパニーズのトリビュート・アルバム。2014年10月22日発売。発売元はソニー・ミュージックアソシエイテッドレコーズ。

## 解説
- フラワーカンパニーズデビュー25周年を記念して制作/発売された。
- 2015年1月15日には赤坂BLITZにおいて「WE❤FC MORE THAN EVER」と題したトリビュート・パーティが、本作に参加しているミュージシャンや真心ブラザーズ、怒髪天の増子直純らをゲストに招いて行われた。

## 収録曲
1. 吐きたくなるほど愛されたい　クリープハイプ
2. はぐれ者賛歌 　THE BACK HORN
3. ホップ ステップ ヤング　忘れらんねえよ
4. 俺たちハタチ族　爆弾ジョニー
5. 感情七号線　ハルカトミユキ
6. 発熱の男　田我流
7. 真冬の盆踊り　豊満乃風+フラカン芸人
8. 脳内百景　go!go!vanillas
9. 深夜高速　新山詩織
10. 煮込んでロック　トモフ&ピーズ
11. 恋をしましょう　Scoobie Do
12. 真赤な太陽　うつみようこ&THE OLD FELLOWS
13. 星を見ている　フジファブリック